# ウィルフレド・レオン
ウィルフレド・レオン・ベネロ（Wilfredo León Venero, 1993年7月31日 - ）は、キューバ出身の男子バレーボール選手。現在はポーランドに帰化しポーランド代表。

## 来歴
2008年にキューバ代表監督オルランド・サムエルスの目に止まり、14歳でシニアのキューバ代表入りを果たす。北京オリンピック世界最終予選の代表メンバーに選出され、同年5月にドイツで開催されたデュッセルドルフ・ラウンドに出場した。
翌年15歳で出場した2009年ワールドリーグではレギュラーの座を勝ち取り、ベストサーバー賞を受賞。2009年北中米選手権ではキューバの4大会ぶりの優勝に貢献し、MVP、ベストスパイカー賞、ライジングスター賞を受賞した。ジュニア代表として出場した2009年ジュニア世界選手権では決勝でブラジルにフルセットの末に敗れたものの、1987年大会以来22年ぶりの銀メダル獲得となった。
16歳の現役高校生選手として注目された2009年ワールドグランドチャンピオンズカップでは銀メダルを獲得。この大会の日本戦ではキューバがユニフォームを間違えて日本と同色の赤を着用し、試合中に宿泊先のホテルに別色の青のユニフォームを取りに行かせるというアクシデントがあり、第2セット終了後に着替えたもののレオンのユニフォームだけがなかったため、第3セットはベンチに入れないという珍事が起こった。
2010年4月、ユース北中米選手権で優勝。ユースオリンピック出場権を獲得するとともに、MVP、ベストスコアラー賞、ベストスパイカー賞を受賞。同年8月開催のシンガポールユースオリンピックでは決勝のアルゼンチン戦でキューバの総得点の3分の1以上を占める大量の35得点を挙げ、金メダルを獲得した。2010年世界選手権では銀メダル獲得に貢献した。
2014年にロシア・スーパーリーグのゼニト・カザンへ移籍し、2015年欧州チャンピオンズリーグ優勝に貢献するとともにMVPを獲得した。
2015年7月14日、ポーランドの市民権を取得した。

## 球歴
- キューバ代表
  - 世界選手権 - 2010年（銀メダル）
  - ワールドリーグ - 2009年、2010年（4位）、2012年（3位）
  - ワールドグランドチャンピオンズカップ - 2009年（準優勝）
  - 北中米選手権 - 2009年（優勝）
- ポーランド代表
  - オリンピック - 2024年

## 所属クラブ
- カピタリノス（2005-2010年）
- オリエンタレス・デ・サンティアーゴ（2010-2013年）
- ゼニト・カザン（2014-2015年）
- アル・ラーヤンSC（2015年）
- ゼニト・カザン（2015-2016年）
- アル・ラーヤンSC（2016年）
- ゼニト・カザン（2016-2018年）
- シル・サフェーティ・ペルージャ（2018-2024年）
- Bogdanka LUK Lublin（2024年-）